# Suko (Sidoarjo)
Suko is een bestuurslaag in het regentschap Sidoarjo van de provincie Oost-Java, Indonesië. Suko telt 13.361 inwoners (volkstelling 2010).